# Кузеняткин, Бронислав Михайлович
Бронислав Михайлович Кузеняткин (род. 4 мая 1946) — советский и казахстанский военный, лётчик 1-го класса, генерал-майор авиации.

## Биография
Родился 4 мая 1946 года в городе Чимбай Каракалпакской АССР (Узбекская ССР).
В 1967 году окончил Ейское высшее военное авиационное ордена Ленина училище лётчиков, в 1977 году — Военно-воздушную академию имени Ю. А. Гагарина.
Карьера в советский период, с 1957 по 1991 годы: лётчик, старший лётчик, командир звена, заместитель командира эскадрильи, заместитель командира полка, командир полка в ВВС СССР, заместитель главнокомандующего ВВС Среднеазиатского военного округа.
В независимом Казахстане с 1991 по 1997 годы вначале был заместителем командира авиационного корпуса, затем — первым заместителем главнокомандующего Управления ВВС РК.
Классная квалификация — военный лётчик 1-го класса. Воинское звание — генерал-майор авиации.
Награждён медалями и почётными грамотами.